# Cykloheximid
Cykloheximid (systematický název 4-{(2R)-2-[(1S,3S,5S)-3,5-dimethyl-2-oxocyklohexyl]-2-hydroxyethyl}piperidin-2,6-dion) je organická sloučenina přirozeně produkovaná bakterií Streptomyces griseus. Působí jako inhibitor syntézy bílkovin u eukaryotických organismů – interferuje s translokačním krokem (pohybem dvou molekul tRNA a mRNA ve vztahu k ribozomům) této syntézy a tak blokuje translační elongaci. Široce se používá ve výzkumu pro inhibici proteosyntézy u buněk studovaných in vitro (tj. mimo organismy). Je levný a funguje rychle. Jeho účinky lze rychle odstranit jednoduše jeho odstraněním z kultivačního média.
Vzhledem k významným vedlejším toxickým účinkům, včetně poškození DNA, teratogeneze a dalších reprodukčních účinků (např. vrozených defektů a toxicitě pro spermie)), se cykloheximid obecně používá jen ve výzkumných aplikacích in vitro a není vhodný jako léčivo pro člověka. Byť se používal v zemědělství jako fungicid, od takového použití se upouští s lepším poznáním jeho zdravotních rizik.
Cykloheximid je degradován zásadami (pH>7), dekontaminaci pracovních ploch a nádob lze provádět mytím neškodnými zásaditými roztoky, např. mýdlem.
Protože se inhibiční účinky cykloheximidu projevují jen u eukaryot, lze ho použít pro rozlišování genů v organelách a v jádře. U genů v eukaryotickém jádře za přítomnosti cykloheximidu nefunguje exprese, kdežto organelové geny zůstávají cykloheximidem nedotčeny a jejich exprese funguje.

## Experimentální použití
Cykloheximid lze použít jako experimentální nástroj v molekulární biologii k určení poločasu bílkoviny. Působení cykloheximidu na buňky v časovém experimentu následovaném western blotem buněčných lyzátů na detekci zkoumané bílkoviny může ukázat rozdíly v poločase této bílkoviny. Cykloheximid umožňuje pozorovat poločas bez matoucích příspěvků transkripce nebo translace.
Používá se také jako regulátor růstu rostlin ke stimulaci produkce ethylenu. Další použití je jako rodenticid nebo jiný živočišný pesticid. Používá se i jako médium pro detekci nechtěných bakterií potlačením kvasinek a plísní při fermentaci piva.
Inhibice eukaryotních organismů se využívá v laboratorní mikrobiologii při kultivaci bakterií na agarových miskách. Cykloheximid preventivně inhibuje růst hub, které mohou misky kontaminovat.